# N-1 VICTORY
N-1 VICTORY（エヌ-ワン・ビクトリー）は、プロレスリング・ノアが主催しているヘビー級選手によるリーグ戦。
2010年から2017年までグローバル・リーグ戦（グローバル・リーグせん）、2018年にGLOBAL LEAGUE（グローバル・リーグ）の名称で開催されて2019年から現在の名称に改称された。

## ルール
GHCルールに基づいて30分1本勝負で行われて勝ちが2点、時間切れ引き分けが1点、あらゆる引き分け、負けが0点として予選リーグを2ブロックで行い、それぞれ首位の選手で優勝決定戦が行われる。

## 歴代優勝者、各賞受賞者
| 開催年 | 優勝       | 準優勝                      | 殊勲賞   | 敢闘賞     | 技能賞               |
| ------ | ---------- | --------------------------- | -------- | ---------- | -------------------- |
| 2010年 | 高山善廣   | 秋山準                      | 丸藤正道 | 佐々木健介 | 佐野巧真             |
| 2011年 | 森嶋猛     | KENTA                       | 杉浦貴   | 佐々木健介 | トレバー・マードック |
| 2012年 | KENTA      | 杉浦貴                      | 杉浦貴   | 永田裕志   | KENTA                |
| 2013年 | 永田裕志   | 森嶋猛                      | 杉浦貴   | 関本大介   | 丸藤正道             |
| 2014年 | 杉浦貴     | 関本大介                    | 中嶋勝彦 | 永田裕志   | 田中将斗             |
| 2015年 | 丸藤正道   | シェルトン・X・ベンジャミン |          |            |                      |
| 2016年 | 鈴木みのる | マサ北宮                    |          |            |                      |
| 2017年 | 拳王       | 潮崎豪                      |          |            |                      |
| 2018年 | 清宮海斗   | 中嶋勝彦                    |          |            |                      |
| 2019年 | 拳王       | 杉浦貴                      |          |            |                      |
| 2020年 | 中嶋勝彦   | 清宮海斗                    |          |            |                      |
| 2021年 | 中嶋勝彦   | 拳王                        |          |            |                      |
| 2022年 | 清宮海斗   | 鈴木秀樹                    |          |            |                      |
| 2023年 | 潮崎豪     | 拳王                        |          |            |                      |
| 2024年 | 清宮海斗   | 拳王                        |          |            |                      |
| 2025年 |            |                             |          |            |                      |

## 大会の詳細一覧

### 2010年
第1回大会となった2010年は、12名の出場者がA・B各ブロックに分かれて公式戦が行われた（Spring Navig.'10ツアー）。ブロック毎に1回戦総当たりの勝ち点制で、勝ちが2点、時間切れ引分けが1点、その他のあらゆる引分けまたは負けは0点。全公式戦終了後にAブロック、Bブロックの得点1位の選手による優勝決勝戦が行われた。優勝賞金は300万円。グローバル・タッグ・リーグ戦と同様に、殊勲賞・敢闘賞・技能賞がそれぞれ選定され与えられた。
出場選手
Aブロック
杉浦貴、力皇猛、バイソン・スミス、佐野巧真、秋山準、佐々木健介（健介オフィス）
Bブロック
丸藤正道、森嶋猛、モハメド・ヨネ、齋藤彰俊、高山善廣（高山堂）、川田利明（フリー）

### 2011年
第2回大会となる2011年は、同年11月5日（土）のディファ有明大会より開催。2010年の第1回大会と、2009年のジュニアヘビー級リーグ戦を統合したような、ヘビー級とジュニアヘビー級の階級の異なる選手を混合したリーグ戦となり、階級をなくすことによるノアならではの新鮮味のあるカードを提供することを狙いとする実験的な試みである。
試合形式は、出場選手がA・Bの2ブロックに別れ、GHC選手権ルールに基づき、30分1本勝負でシングル戦の総当たりリーグ戦を行う。2011年11月ツアー、11月3日（木・祝）仙台産業展示館から11月19日（土）札幌・テイセンホール大会までの各会場にて公式戦を行い、勝ち・不戦勝は2点、負け・不戦敗は0点、時間切れ引き分けは1点、その他あらゆる引き分け0点で得点計算をし、11月20日（日）札幌コンベンションセンター大会で公式戦A・Bブロックの各得点1位の選手による優勝決勝戦を行う。優勝者にはスポンサーであるザ・リーヴライフ トゥエンティーワンより優勝大トロフィーが贈呈される。
出場選手
Aブロック
- ヘビー級選手

潮崎豪（初出場、GHCヘビー級選手権者）、高山善廣（高山堂、2大会連続2度目、前大会優勝）、秋山準（2大会連続2度目、前大会準優勝）、森嶋猛（2大会連続2度目）、吉江豊（フリー、初出場）、トレバー・マードック（WLW、初出場）
- ジュニアヘビー級選手

金丸義信（初出場、2009年ジュニア・ヘビー級リーグ戦優勝）、鈴木鼓太郎（初出場）、宮原健斗（健介オフィス、初出場）
Bブロック
- ヘビー級選手

杉浦貴（2大会連続2度目）、佐野巧真（2大会連続2度目）、齋藤彰俊（2大会連続2度目）、モハメド・ヨネ（2大会連続2度目）、谷口周平（初出場）、バイソン・スミス（2大会連続2度目）、佐々木健介（健介オフィス、2大会連続2度目）
- ジュニアヘビー級選手

KENTA（初出場）、ボビー・フィッシュ（初出場）

### 2012年
階級を問わず1ブロック7名で構成、新日本プロレスの永田裕志、レギュラー参戦中のTMDK、ダイヤモンドリングから宮原に続き中嶋勝彦が初出場となった。
| Aブロック          |              |                               |
| 森嶋猛             | 3年連続3度目 | 前回優勝者、現GHCヘビー級王者 |
| 潮崎豪             | 2年連続2度目 |                               |
| KENTA              | 2年連続2度目 | 前回準優勝者                  |
| モハメド・ヨネ     | 3年連続3度目 |                               |
| マイキー・ニコルス | 初出場       |                               |
| 永田裕志           | 初出場       | 新日本プロレス                |
| 宮原健斗           | 2年連続2度目 | ダイヤモンド・リング          |
| Bブロック          |              |                               |
| 秋山準             | 3年連続3度目 |                               |
| 杉浦貴             | 3年連続3度目 |                               |
| 丸藤正道           | 2年ぶり2度目 |                               |
| 斎藤彰俊           | 3年連続3度目 |                               |
| マイバッハ谷口     | 2年連続2度目 |                               |
| シェイン・ヘイスト | 初出場       |                               |
| 中嶋勝彦           | 初出場       | ダイヤモンド・リング          |

### 2013年
1ブロック7名で構成、新日本プロレスの永田裕志が連続出場、大日本プロレスの関本大介、ZERO1の崔領二が初出場となった。森嶋猛と永田裕志が優勝決定戦に進出した。
| Aブロック          |              |                               |
| 森嶋猛             | 4年連続4度目 |                               |
| シェイン・ヘイスト | 2年連続2度目 |                               |
| KENTA              | 3年連続3度目 | 前回優勝者、現GHCヘビー級王者 |
| モハメド・ヨネ     | 4年連続4度目 |                               |
| 中嶋勝彦           | 2年連続2度目 | ダイヤモンド・リング          |
| エディ・エドワーズ | 初出場       |                               |
| 関本大介           | 初出場       | 大日本プロレス                |
| Bブロック          |              |                               |
| 永田裕志           | 2年連続2度目 | 新日本プロレス                |
| 杉浦貴             | 4年連続4度目 | 前回準優勝者                  |
| 丸藤正道           | 2年連続3度目 |                               |
| 斎藤彰俊           | 4年連続4度目 |                               |
| マイバッハ谷口     | 3年連続3度目 |                               |
| マイキー・ニコルス | 2年連続2度目 |                               |
| 崔領二             | 初出場       | ZERO1                         |

### 2014年
斎藤彰俊がノア復帰後初の出場、新日本プロレスからは永田に続き小島聡が、ヘビー級転向によるクワイエット・ストームが初出場となった。Aブロックでは関本大介が開幕4連勝の勢いのまま優勝決定戦に進出した。Bブロックは弾丸ヤンキースの杉浦と田中の対戦などが組まれた。
| Aブロック              |              |                            |
| 丸藤正道               | 3年連続4度目 | 現GHCヘビー級王者          |
| 森嶋猛                 | 5年連続5度目 | 前回準優勝者               |
| 斎藤彰俊               | 5年連続5度目 |                            |
| 中嶋勝彦               | 3年連続3度目 | ダイヤモンド・リング       |
| 関本大介               | 2年連続2度目 |                            |
| 小島聡                 | 初出場       | 新日本プロレス             |
| シェイン・ヘイスト     | 3年連続3度目 |                            |
| コルト・カバナ         | 初出場       |                            |
| Bブロック              |              |                            |
| 杉浦貴                 | 5年連続5度目 |                            |
| マイバッハ谷口         | 3年連続3度目 |                            |
| モハメド・ヨネ         | 5年連続5度目 |                            |
| 永田裕志               | 3年連続3度目 | 前回優勝者、新日本プロレス |
| マイキー・ニコルス     | 3年連続3度目 |                            |
| 田中将斗               | 初出場       | ZERO1                      |
| クリス・ヒーロー       | 初出場       |                            |
| クワイエット・ストーム | 初出場       |                            |

### 2015年
鈴木軍メンバー（鈴木みのる、飯塚高史、ランス・アーチャー、デイビーボーイ・スミス・ジュニア、シェルトン・X・ベンジャミン）、北宮光洋が初出場。Aブロックでは丸藤正道が優勝決定戦に進出した。Bブロックはシェルトン・X・ベンジャミンが優勝決定戦に進出した。
出場選手
Aブロック
杉浦貴（6年連続6度目）、丸藤正道（4年連続5度目）、田中将斗（2年連続2度目）、クリス・ヒーロー（2年連続2度目）、クワイエット・ストーム（2年連続2度目）、ランス・アーチャー（鈴木軍、初出場）、デイビーボーイ・スミス・ジュニア（鈴木軍、初出場）、小島聡（2年連続2度目）
Bブロック
鈴木みのる（鈴木軍、初出場）、シェルトン・X・ベンジャミン（鈴木軍、初出場）、飯塚高史（鈴木軍、初出場）、モハメド・ヨネ（6年連続6度目）、マイバッハ谷口（4年連続4度目）、中嶋勝彦（4年連続4度目）、北宮光洋（初出場）、コルト・カバナ（2年連続2度目）

### 2016年
Aブロックは新日本プロレスより矢野通が初出場。Bブロックは清宮海斗と2014年1月から約3カ月間、ノアに留学生として滞在したエクストラ・ラージが、アレハンドロ・サエスのリングネームで初エントリー。
出場選手
Aブロック
中嶋勝彦（5年連続5度目）、マイバッハ谷口（5年連続5度目）、斎藤彰俊（2年ぶり6度目）、クワイエット・ストーム（3年連続3度目）、矢野通（新日本プロレス、初出場）、鈴木みのる（2年連続2度目）、飯塚高史（2年連続2度目）、ランス・アーチャー（2年連続2度目）
Bブロック
丸藤正道（5年連続6度目）、モハメド・ヨネ（7年連続7度目）、潮崎豪（4年ぶり3度目）、マサ北宮（2年連続2度目）、清宮海斗（初出場）、杉浦貴（7年連続7度目）、デイビーボーイ・スミスJr.（2年連続2度目）、アレハンドロ・サエス（初出場）

### 2017年
Aブロックは大日本プロレスより岡林裕二、ドラディションより長井満也、コーディ・ホールが初出場。Bブロックは小峠篤司、拳王、暗黒プロレス組織666より宮本裕向、フリーのKAZMA SAKAMOTOが初出場。Aブロックでは潮崎豪が優勝決定戦に進出した。Bブロックは拳王が優勝決定戦に進出した。Aブロックにて出場する予定であった大日本プロレスの岡林が右肩関節脱臼及び肩鎖関節脱臼によりグローバル・リーグ戦は全戦欠場になることが発表された。
出場選手
Aブロック
丸藤正道（6年連続7度目）、潮崎豪（2年連続4度目）、マサ北宮（3年連続3度目）、モハメド・ヨネ（8年連続8度目）、マイバッハ谷口（6年連続6度目）、コーディ・ホール（初出場）、岡林裕二（大日本プロレス、初出場（全戦欠場））、長井満也（ドラディション、初出場）
Bブロック
中嶋勝彦（3年連続3度目）、小峠篤司（初出場）、拳王（初出場）、クワイエット・ストーム（4年連続4度目）、斎藤彰俊（2年連続7度目）、KAZMA SAKAMOTO（初出場）、田中将斗（プロレスリングZERO1、2年ぶり3度目）、宮本裕向（暗黒プロレス組織666、初出場）

### 2018年
AブロックはプロレスリングZERO1より佐藤耕平が初出場。BブロックはDDTプロレスリングより樋口和貞が初出場。
出場選手
Aブロック
丸藤正道（7年連続8度目）、齋藤彰俊（3年連続8度目）、クワイエット・ストーム（5年連続5度目）、中嶋勝彦（7年連続7度目）、拳王（2年連続2度目）、マサ北宮（4年連続4度目）、長井満也（ドラディション、2年連続2度目）、佐藤耕平（プロレスリングZERO1、初出場）
Bブロック
杉浦貴（2年ぶり8度目）、モハメド ヨネ（9年連続9度目）、潮崎豪（3年連続5度目）、小峠篤司（2年連続2度目）、清宮海斗（2年ぶり2度目）、マイバッハ谷口（7年連続7度目）、コーディ・ホール（2年連続2度目）、樋口和貞（DDT、初出場）

### 2019年
今大会より「N-1 VICTORY 2019〜NOAH NUMBER ONE PRO-WRESTLING LEAGUE〜」に大会名が変更。
出場選手
Aブロック
丸藤正道（8年連続9度目）、杉浦貴（2年連続9度目）、潮崎豪（4年連続6度目）、マサ北宮（5年連続5度目）、アレックス・ハマーストーン（MLW、初出場）
Bブロック
中嶋勝彦（8年連続8度目）、谷口周平（8年連続8度目）、拳王（3年連続3度目）、望月成晃（DRAGON GATE、初出場）、イホ・デ・ドクトル・ワグナーJr.（初出場）

### 2020年
Aブロックはフリーの征矢学、桜庭和志が初出場。Bブロックは稲村愛輝が初出場。
出場選手
Aブロック
潮崎豪（5年連続7度目）、清宮海斗（2年振り3度目）、マサ北宮（6年連続6度目）、征矢学（初出場）、望月成晃（DRAGON GATE、2年連続2度目）、桜庭和志（初出場）
Bブロック
拳王（4年連続4度目）、丸藤正道（9年連続10度目）、杉浦貴（3年連続10度目）、中嶋勝彦（9年連続9度目）、谷口周平（9年連続9度目）、稲村愛輝（初出場）

### 2021年
出場者は過去最多の16名。A～Dブロックに分かれて総当たりのリーグ戦を行い、各ブロックを勝ち上がった4選手が10月3日の後楽園ホール大会で行われるワンデートーナメントに出場。そこで優勝した選手が10月10日の大阪大会でGHCヘビー級王者の丸藤正道に挑戦する。
9月21日の開幕戦と同月26日の大会5日目の全ブロック最終戦は後楽園ホールで開催。大会2日目から4日目までの公式戦はWRESTLE UNIVERSEにて配信となり、ノア特設アリーナでの無観客試合として開催された。
当初は村上和成がBブロックにて出場予定だったが左坐骨神経損傷の為欠場となり、8月15日の川崎大会でキング・タニーとの出場者決定戦に勝利したケンドー・カシンが出場することとなった。
出場選手
Aブロック
武藤敬司（初出場）、杉浦貴（4年連続11度目）、清宮海斗（2年連続4度目）、征矢学（2年連続2度目）
Bブロック
拳王（5年連続5度目）、望月成晃（3年連続3度目）、ケンドー・カシン（初出場）、稲葉大樹（初出場）
Cブロック
中嶋勝彦（9年連続9度目）、桜庭和志（2年連続2度目）、田中将斗（4年振り2度目）、鈴木鼓太郎（10年振り2度目）
Dブロック
マサ北宮（7年連続7度目）、藤田和之（初出場）、船木誠勝（初出場）、齋藤彰俊（3年振り9度目）

### 2022年
出場選手がA、Bブロックに分かれ、GHC選手権ルールに基づき、30分1本勝負で公式戦を行う。期間は8月11日・横浜武道館大会から8月28日・カルッツかわさき大会までの各大会、勝ち・不戦勝=2点、負け・不戦敗=0点、あらゆる引き分け=1点で算出。9月3日エディオンアリーナ大阪第1競技場大会にてAブロック、Bブロックの得点1選手による優勝決定戦を行う。最多得点者が複数の場合は、直接対決の勝敗で優勝戦進出者を決定。直接対決が引き分けの場合は、優勝戦進出者を決定する。当初は、ティモシー・サッチャーがBブロックに出場予定だったがビザの発給手続きの遅延により来日が困難になった為、急遽8月5日の後楽園ホール大会で、稲村愛輝VS岡田欣也による、『N-1 VICTORY2022』出場者決定戦が行われる事になり、見事に岡田が勝利し、最後の一枠を獲得した。
出場選手
Aブロック
拳王（4年連続4回目の出場）、藤田和之（2年連続2回目の出場）、潮崎豪（2年振り3回目の出場）、田中将斗（2年連続2回目の出場）、望月成晃（4年連続4回目の出場）、鈴木秀樹（初出場）、イホ・デ・ドクトル・ワグナーJr.（3年振り2回目の出場）、アンソニー・グリーン（初出場）
Bブロック
船木誠勝（2年連続2回目の出場）、清宮海斗 （3年連続3回目の出場）、中嶋勝彦（4年連続4回目の出場）、杉浦貴（4年連続4回目の出場）、マサ北宮（4年連続4回目の出場）、小島聡（7年振り3回目の出場）、 岡田欣也 （初出場）、ジャック・モリス（初出場）

### 2023年
出場選手がA、Bブロックに分かれ、GHC選手権ルールに基づき、30分1本勝負で公式戦を行う。期間は8月6日・横浜武道館大会から8月27日・カルッツかわさき大会までの各大会、勝ち・不戦勝=2点、負け・不戦敗=0点、あらゆる引き分け=1点で算出。9月3日エディオンアリーナ大阪第1競技場大会にてAブロック、Bブロックの得点1選手による優勝決定戦を行う。最多得点者が複数の場合は、直接対決の勝敗で優勝戦進出者を決定。直接対決が引き分けの場合は、優勝戦進出者を決定する。前年度・優勝者である清宮海斗は同時期に開催されたG1 CLIMAXに参戦・集中するため不参加。また準優勝の鈴木秀樹もスケジュールから参加を見送った。
| Aブロック                       |              |                |
| ジェイク・リー                  | 初出場       |                |
| 拳王                            | 5年連続5回目 |                |
| マサ北宮                        | 5年連続5回目 |                |
| ジャック・モリス                | 2年連続2回目 |                |
| 稲村愛輝                        | 3年ぶり2回目 |                |
| ティモシー・サッチャー          | 初出場       |                |
| アダム・ブルックス              | 初出場       |                |
| 吉岡勇紀                        | 初出場       | DRAGONGATE     |
| Bブロック                       |              |                |
| 潮崎豪                          | 2年連続4回目 |                |
| 中嶋勝彦                        | 5年連続5回目 |                |
| イホ・デ・ドクトル・ワグナーJr. | 2年連続3回目 |                |
| 征矢学                          | 2年ぶり3回目 |                |
| 稲葉大樹                        | 2年ぶり2回目 |                |
| サクソン・ハックスリー          | 初出場       |                |
| ランス・アノアイ                | 初出場       |                |
| 安齊勇馬                        | 初出場       | 全日本プロレス |

### 2024年
出場選手がA、Bブロックに分かれ、GHC選手権ルールに基づき、30分1本勝負で公式戦を行う。期間は8月4日・横浜武道館大会から8月25日・名古屋国際会議場大会までの各大会、勝ち・不戦勝=2点、負け・不戦敗=0点、あらゆる引き分け=1点で算出。9月1日エディオンアリーナ大阪第1競技場大会にてAブロック、Bブロックの得点1選手による優勝決定戦を行う。最多得点者が複数の場合は、直接対決の勝敗で優勝戦進出者を決定。直接対決が引き分けの場合は、優勝戦進出者を決定する。
7月31日、参加予定だった潮崎豪がケガのため全戦欠場することを発表。代替選手として小峠篤司が6年振りに出場することとなった。
大会はGHC選手権者清宮と拳王が1位通過。両者による優勝戦はGHCヘビー級選手権試合を兼ねて実施され、清宮が3度目の優勝及びGHCヘビー級王座3度目の防衛、並びに前身のグローバル・リーグ戦を通しても初となる、GHC王者としてのリーグ戦制覇を果たした。
| Aブロック                       |                    |                |
| 清宮海斗                        | 2年ぶり4回目の出場 |                |
| マサ北宮                        | 6年連続6回目の出場 |                |
| 大岩陵平                        | 初出場             | 新日本プロレス |
| ジャック・モリス                | 3年連続3回目の出場 |                |
| ドラゴン・ベイン                | 初出場             |                |
| ルイス・マンテ                  | 初出場             | DRAGONGATE     |
| ジョシュ・ブリッグス            | 初出場             | NXT            |
| 小峠篤司                        | 6年振り3度目の出場 |                |
| Bブロック                       |                    |                |
| 拳王                            | 6年連続6回目の出場 |                |
| 征矢学                          | 2年連続4回目の出場 |                |
| 佐々木憂流迦                    | 初出場             |                |
| 稲村愛輝                        | 2年連続3回目の出場 |                |
| イホ・デ・ドクトル・ワグナーJr. | 3年連続4回目の出場 |                |
| アルファ・ウルフ                | 初出場             |                |
| タイタス・アレクサンダー        | 初出場             |                |
| タビオン・ハイツ                | 初出場             | NXT            |

### 2025年
出場選手がA、Bブロックに分かれ、GHC選手権ルールに基づき、30分1本勝負で公式戦を行う。期間は9月8日・後楽園ホール大会から9月21日・ライトキューブ宇都宮大会までの各大会、勝ち・不戦勝=2点、負け・不戦敗=0点、あらゆる引き分け=1点で算出。9月23日後楽園ホール大会にてAブロック、Bブロックの得点1選手による優勝決定戦を行う。最多得点者が複数の場合は、直接対決の勝敗で優勝戦進出者を決定。直接対決が引き分けの場合は、優勝戦進出者を決定する。
| Aブロック           |                    |                   |
| KENTA               | 初出場             |                   |
| 清宮海斗            | 2年連続5回目の出場 |                   |
| 征矢学              | 3年連続5回目の出場 |                   |
| 佐々木憂流迦        | 2年連続2回目の出場 |                   |
| 藤田和之            | 3年ぶり3回目の出場 |                   |
| 遠藤哲哉            | 初出場             | DDTプロレスリング |
| マサ北宮            | 7年連続7回目の出場 |                   |
| ダガ                | 初出場             |                   |
| Bブロック           |                    |                   |
| ガレノ              | 初出場             |                   |
| 丸藤正道            | 5年ぶり3回目の出場 |                   |
| 拳王                | 7年連続7回目の出場 |                   |
| 稲葉大樹            | 2年ぶり3回目の出場 |                   |
| ジャック・モリス    | 4年連続4回目の出場 |                   |
| 晴斗希              | 初出場             |                   |
| リッキー・ナイトJr. | 初出場             |                   |
| OZAWA               | 初出場             |                   |